# Glaréole à ailes noires
Glareola nordmanni
Espèce
Statut de conservation UICN

 NT  : Quasi menacé
La Glaréole à ailes noires (Glareola nordmanni) est une espèce d'oiseaux limicoles de la famille des Glareolidae.
Cet oiseau vit en Eurasie centrale (du nord de la mer Noire à travers le sud-ouest de la Russie et le nord du Kazakhstan) ; il hiverne principalement en Afrique australe avec quelques groupes au Sahel.

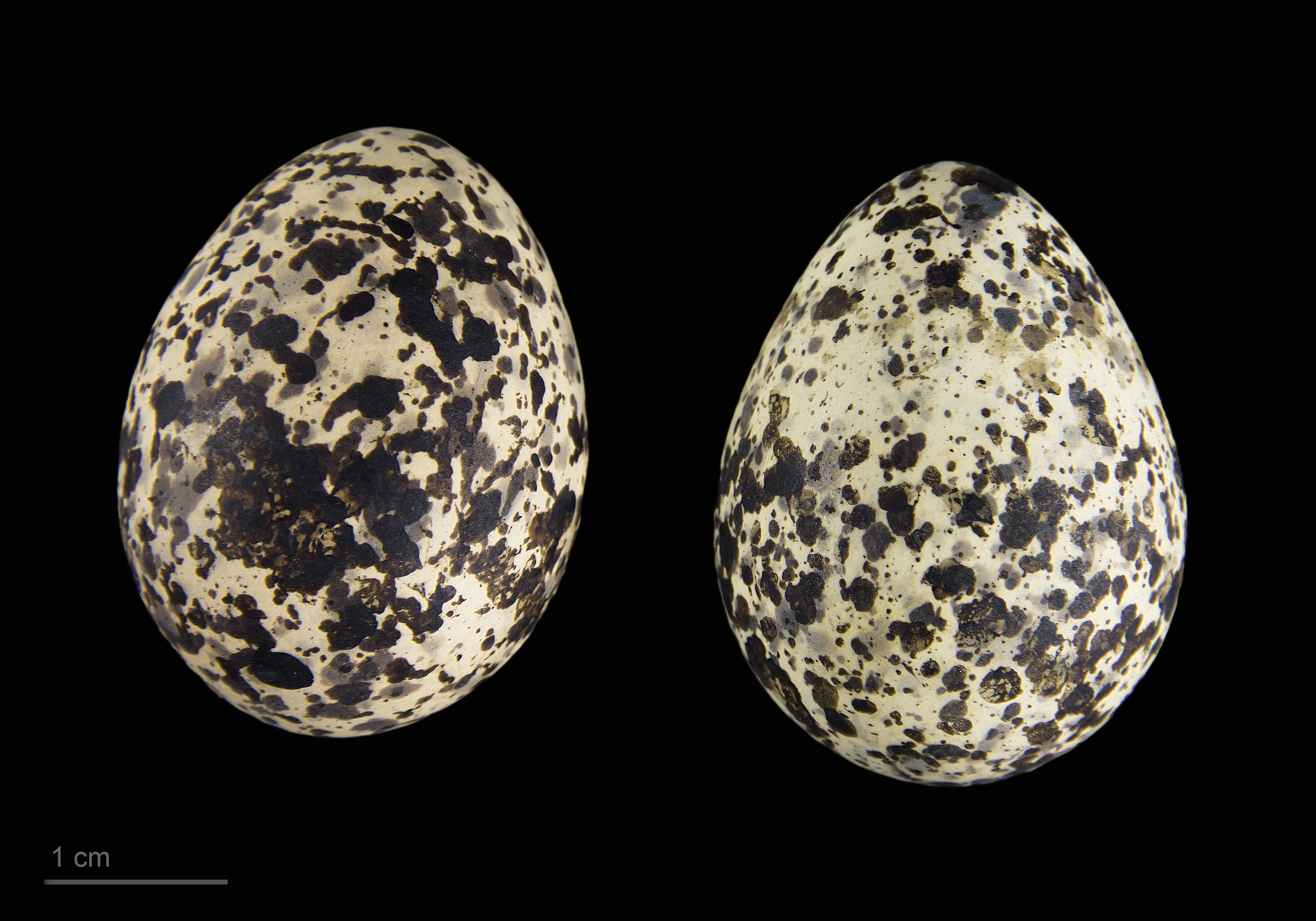
Œufs de Glareola nordmanni – Muséum de Toulouse.